# Reedsburg
Reedsburg è una città statunitense situata nella contea di Sauk  nello stato del Wisconsin, lungo il fiume Baraboo. La popolazione era di 9 200 al censimento del 2010. Nelle vicinanze della città è situata Reedsburg Town. È parte del Baraboo Micropolitan Statistical Area.